# Cantone di Belleville
Il cantone di Belleville è una divisione amministrativa, situato nel dipartimento del Rodano  dell'arrondissement di Villefranche-sur-Saône.
A seguito della riforma approvata con decreto del 27 febbraio 2014, che ha avuto attuazione dopo le elezioni dipartimentali del 2015, è passato da 13 a 29 comuni.

## Composizione
I 13 comuni facenti parte prima della riforma del 2014 erano:
- Belleville
- Cercié
- Charentay
- Corcelles-en-Beaujolais
- Dracé
- Lancié
- Odenas
- Saint-Étienne-des-Oullières
- Saint-Étienne-la-Varenne
- Saint-Georges-de-Reneins
- Saint-Jean-d'Ardières
- Saint-Lager
- Taponas

Dal 2015 i comuni appartenenti al cantone sono i seguenti 29:
- Les Ardillats
- Avenas
- Beaujeu
- Belleville
- Cenves
- Cercié
- Charentay
- Chénas
- Chiroubles
- Corcelles-en-Beaujolais
- Dracé
- Émeringes
- Fleurie
- Juliénas
- Jullié
- Lancié
- Lantignié
- Marchampt
- Odenas
- Quincié-en-Beaujolais
- Régnié-Durette
- Saint-Didier-sur-Beaujeu
- Saint-Étienne-la-Varenne
- Saint-Jean-d'Ardières
- Saint-Lager
- Taponas
- Vauxrenard
- Vernay
- Villié-Morgon